# Fecal Matter
Fecal Matter foi uma banda de punk rock de Aberdeen, Washington. O grupo foi formado em 1985 por Kurt Cobain, que no futuro se tornaria o vocalista da banda de grunge Nirvana. Outros membros da banda foram Dale Crover e Buzz Osborne, integrantes do The Melvins. A banda gravou apenas uma fita demo, nomeada de Illiteracy Will Prevail, que, com exceção da faixa "Spank Thru", ainda não foi lançada oficialmente. As gravações foram marcadas pelas primeiras letras de Cobain a serem divulgadas, e ajudaram Kurt a se estabilizar como um compositor e músico dentro da cena de rock underground no estado de Washington.

## História
A banda foi formada no início de 1985, depois de Kurt Cobain ter largado a escola Aberdeen High School. Inicialmente consistia em Cobain na guitarra e vocal, o baterista dos Melvins Dale Crover no baixo, e Greg Hokanson na bateria. Em dezembro daquele ano, Hokanson deixou a banda. Ainda mais tarde, porém naquele mesmo mês, Cobain e Crover foram para a casa da tia de Cobain, em Seattle, com um largo livro com letras de músicas e gravaram a demo "Illiteracy Will Prevail", em uma tradução livre para o português, significa algo como: "Analfabetismo irá Prevalecer". Cobain gravou as guitarras e vozes, enquanto Crover gravou o baixo e a bateria.
Em janeiro de 1986, Buzz Osborne se juntou a eles como baixista e Mike Dillard como sendo o baterista. De acordo com o livro "Come as You Are: The Story of Nirvana", de Michael Azerrad, Cobain achava que Osborne não levava a banda a sério e se negava a comprar um baixo e um amplificador. Em fevereiro, a Fecal Matter se desfez e os Melvins gravaram seu EP de estreia.
Após o fim da Fecal Matter, Cobain começou a passar a fita demo para os seus colegas, na esperança de formar uma nova banda. Cobain estava particularmente orgulhoso da fita. Para ele, esta mostrava que ele tinha talento. Ele queria começar uma banda com seu amigo Krist Novoselic naquela época. Após ouvir a fita (e particularmente gostar da faixa "Spank Thru") Novoselic concordou em formar uma banda, isso tudo em meados de 1986. Essa banda, de fato, viria a ser conhecida como Nirvana.
A música "Spank Thru" foi a única da fita a ser lançada oficialmente. Ela apareceu em 2005, no álbum de raridades do Nirvana, Sliver: The Best of the Box.
"Downer" foi regravado para o álbum Bleach. A música "Annorexorcist", parte de um medley de 9 minutos na demo de Fecal Matter, também teve uma nova gravação pelo Nirvana em uma versão lançada em 2004, na coletânea With The Lights Out.

## Illiteracy Will Prevail

### Fita Demo
Todas as faixas foram escritas por Kurt Cobain.
| N.º            | Título                                           | Duração |  |
| 1.             | "Sound of Dentage"                               | 3:42    |  |
| 2.             | "Untitled (Reefer Madness e trechos comerciais)" | 1:19    |  |
| 3.             | "Bambi Slaughter"                                | 3:24    |  |
| 4.             | "Laminated Effect (Made Not Born)"               | 2:10    |  |
| 5.             | "Are You Controlled"                             | 2:39    |  |
| 6.             | "Punk Rocker"                                    | 4:00    |  |
| 7.             | "I Don't Want You"                               | 1:57    |  |
| 8.             | "Anorexorcist"                                   | 9:16    |  |
| 9.             | "Accusations"                                    | 4:35    |  |
| 10.            | "Spank Thru"                                     | 3:51    |  |
| 11.            | "Insurance"                                      | 1:31    |  |
| 12.            | "Class of '86"                                   | 4:20    |  |
| 13.            | "Blather's Log"                                  | 2:29    |  |
| 14.            | "Downer"                                         | 3:04    |  |
| 15.            | "Instramental (Versão instrumental da faixa 7)"  | 1:40    |  |
| 16.            | "Turnaround"                                     | 2:07    |  |
| 17.            | "Riffs"                                          | 6:13    |  |
| Duração total: | Duração total:                                   | 56:38   |  |

## Membros
- Kurt Cobain – guitarra, vocal (1985-1986)
- Dale Crover – baixo, bateria (1985-1986)
- Greg Hokanson – bateria (1985-1986)
- Buzz Osborne – baixo (1986)
- Mike Dillard – bateria (1986)